# BD+05 4868
BD+05 4868とは、K型矮星とM型矮星からなる連星系である。主星（BD+05 4868 A）の周囲には岩石惑星が1つ検出されている。BD+05 4868 Abと呼称されるこの惑星は、主星に非常に近い軌道を公転しているため、徐々に崩壊しており、トランジット時に見られる大きな彗星のような尾を形成している。
BD+05 4868は、掃天星表で初めてカタログ化され、1961年にヘンリー・リー・ギクラスらによって固有運動星として特定された。1984年に初めてスペクトルが観測され、K5型の恒星として特定された。BD+05 4868は、ガイアによる観測データから初めて連星系であることが明らかになった。共通の固有運動と年周視差は、その2つの恒星が重力的に結合されていることを示している。この連星系は、ラス・クンブレス天文台グローバル望遠鏡ネットワーク（LCOGT）の 2 m フォークス北望遠鏡とW・M・ケック天文台のNIRC2による観測でも検出された。
| 太陽 | BD+05 4868 A |
| ---- | ------------ |
| 太陽 | Exoplanet    |

| 太陽 | BD+05 4868 B |
| ---- | ------------ |
| 太陽 | Exoplanet    |

## 惑星系

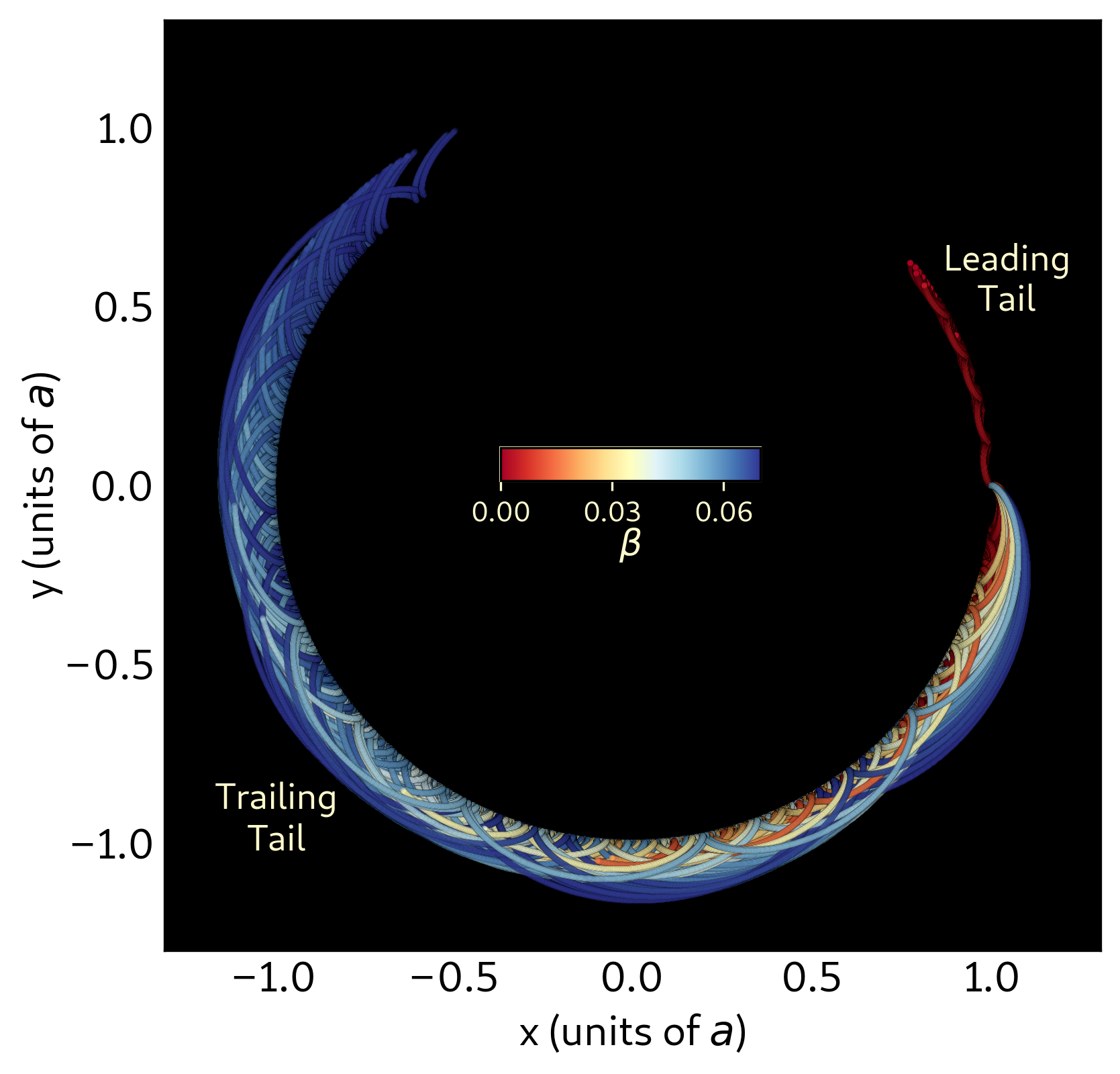
シミュレーションされたBD+05 4868 Abの塵の尾を上から見た図

太陽系外惑星 BD+05 4868 Ab は、TESSによるトランジット法を用いた観測で発見された。トランジットは異常に深く、深さは 0.8 - 2.0 % の範囲で変化している。また、トランジットは非対称で、短い減光の後に長い増光が続く。研究者は、地上のASAS-SNやLCOGTの 2 m 望遠鏡による観測データでもトランジットが検出できた。WIYNの 3.5 m 望遠鏡で主星の7つのスペクトルを取得したが、数 m/s を超える視線速度信号は検出されなかった。
研究者らは、このトランジット現象を、ケプラー1520b、KOI-2700b、K2-22bと同様に、崩壊中の岩石惑星であると解釈している。これらの惑星との違いは、BD+05 4868 Abは比較的明るい主星（V = 10.16 mag）の周囲を公転しており、トランジット現象が一貫して深いことである。他の崩壊中の岩石惑星は、トランジット現象がより弱く（トランジットの深さは約 0.5 %）、また変動している。このため、BD+05 4868 Abは、太陽系外惑星の鉱物学を特徴付ける透過分光法の魅力的なターゲットとなる。
BD+05 4868 Abの平衡温度は 1820±45 K と比較的低く、他の崩壊しつつある惑星と比較した場合、塵の特性に違いが生じる可能性がある。トランジットでは前方の尾と後方の尾の両方が見られ、これにより尾を構成する塵の粒径が約 1 - 10 μm に制限された。モデルとの比較により、BD+05 4868 Abはかつて水星よりも大きな質量を持っていた可能性があることが示唆されている。BD+05 4868 Abは過去数十億年の間に表面の鉱物が蒸発したために質量を失ったとされる。BD+05 4868 Abの現在の質量と半径は不明であるが、研究者らはモデル化において質量を約 0.02 M🜨（およそ月の質量）、半径を 2,000 km と仮定している。現在の質量損失は10億年あたり 10 M🜨 であり、これはBD+05 4868 Abが今後約200万年で完全に蒸発して消滅することを意味している。
| 名称 （恒星に近い順） | 質量    | 軌道長半径 （天文単位） | 公転周期 (日) | 軌道離心率 | 軌道傾斜角 | 半径 |
| --------------------- | ------- | ----------------------- | ------------- | ---------- | ---------- | ---- |
| b                     | 0.02 M⊕ | 0.0208(3)               | 1.271869(1)   | —          | —          | —    |